# Pinoža
Pinoža (znanstveno ime Fringilla montifringilla) je  srednje velika klateška ptica, ki je razširjena po Evropi predelih Azije in Severne Amerike.

## Opis
Pinoža zraste v dolžino do 15 cm, tehta med  22 in 28 g, razpon peruti pa ima do 25 cm.

## Razširjenost
Pinoža živi v mešanih in iglastih gozdovih severne Evrope, Azije in Severne Amerike. V Slovenijo se v velikih, včasih milijonskih jatah priklati le v najhujših zimah, ko se s severa umakne v bolj zmerno podnebje. V Sloveniji ne gnezdi, sicer pa samice v krošnjah dreves spletejo globoko gnezdo, v katerega junija in julija izležejo v enem leglu od 4 do 9 jajc.